# Prätendent
Ein Prätendent (von lateinisch prae + tendere ‚hervorstrecken, beanspruchen‘) ist jemand, der etwas oder ein Recht für sich in Anspruch nimmt oder sich eine Stellung oder einen Status anmaßt. 

## Staatswesen
Ein Thronprätendent erhebt in einer Monarchie Anspruch auf den Thron.

## Rechtswissenschaft
Im deutschen Schuldrecht machen in einem Prätendentenstreit zwei Gläubiger Ansprüche gegen denselben Schuldner geltend. Der Schuldner kann sich eines solchen Streits entledigen, indem er seine Leistung hinterlegt (§ 378 BGB). Der Prozess wird dann ausschließlich zwischen den Prätendenten fortgeführt (§ 75 ZPO).
Entsprechende Regelungen gibt es auch in Österreich und in der Schweiz (Art. 168 OR).
Das deutsche Familienrecht kennt den Vaterschaftsprätendenten. Dieser ist, wer glaubhaft machen kann, der Mutter in der gesetzlichen Empfängniszeit beigewohnt zu haben (§ 1592 Abs. 3 in Verbindung mit § 1600d BGB).